# Benito Floro
Benito Floro Sanz (ur. 12 czerwca 1952 w Gijón) – hiszpański trener piłkarski. Trenował Albacete Balompié (awans do Primera División, Real Madryt (Puchar Króla w 1993), Sporting Gijón, Vissel Kobe, CF Monterrey, Villarreal CF, RCD Mallorca i Barcelona SC.
Od grudnia 2005 do lata 2006 pełnił też funkcję dyrektora sportowego Realu Madryt.